# وزارة المالية (اليمن)
وزارة المالية من وزارات حكومة اليمن، تهدف إلى تنظيم وتأمين الشئون المالية والنقدية للدول ومراقبة إيرادات وصرفيات أجهزة الدولة، واقتراح السياسات المالية في صورة اتجاهات وأهداف في مجال الإيراد والأنفاق والرقابة على الأعمال المصرفية، واقتراح الإطار العام والتفصيلي للموازنات السنوية وتنفيذها في نطاق السياسة العامة للدولة وكذا المساهمة الفعالة في بحث وإعداد خطة التنمية الاقتصادية والاجتماعية والسياسية النقدية. يرأس الوزارة سالم صالح سالم بن بريك منذ 19 سبتمبر 2019م.

## المهام والاختصاصات
مهام واختصاصات وزارة المالية:
1. اقتراح السياسة المالية للدولة والأشراف الكامل على الشؤون المالية والضريبية في حدود القوانين النافذة والسياسة العامة للدولة والاختصاصات والصلاحيات الموضحة بهذه اللائحة.
2. إعداد مشروعات الخطط المالية وأجراء الدراسات اللازمة بالاشتراك مع الجهات المعنية وتقديمها للسلطات المختصة.
3. إعداد مشروعات وقواعد تنفيذ الموازنة العامة للدولة وموازنات وحدات القطاع الاقتصادي (العام والمختلط) والميزانيات المستقلة والملحقة ومتابعة تنفيذ تلك الموازنات بعد إقرارها، والتنسيق بهذا الشأن مع الجهات المعنية بما يحقق تناسق وتكامل الأعمال.
4. إعداد الحسابات الختامية لوحدات الجهاز الإداري للدولة ووحدات القطاع الاقتصادي (العام المختلط) والوحدات المستقلة والملحقة وتقديمها إلى الجهات المختصة.
5. العمل على تامين تحصيل جميع إيرادات الدولة المقررة واتخاذ الإجراءات اللازمة لتطويرها وتحسين وسائل الجباية.
6. العمل على تطوير النظم المالية والضريبية الجمركية واقتراح التشريعات والإجراءات الكفيلة بتنمية الموارد العامة وتطويرها وبما ينسجم مع السياسات المالية والاقتصادية والاجتماعية للدولة.
7. توجيه الإنفاق العام للدولة بما يكفل تحقيق أهدافها للتنمية الاقتصادية والاجتماعية ووضع النظم الكفيلة لتحقيق الرقابة على الأموال العامة بهدف الحيلولة دون استخدامها في غير الأغراض المختصة لها.
8. الأشراف على الأجهزة المالية في الدولة طبقا للقوانين النافذة.
9. تمثيل الجمهورية في المؤتمرات والمجالس واللجان العربية والإقليمية والدولية التي لها علاقة بالشئون المالية وتنمية وتطوير العلاقات المالية الدولية مع كافة الدول والهيئات العربية والإقليمية والدولية.
10. إبداء الرأي والمشاركة في الاتفاقيات التي تبوبها الدولة مع الغير ويترتب عليها أعباء مالية.
11. الأشراف على القروض والمساعدات والمنح والمعونات الأجنبية النقدية منها والعينية ومراقبة تحصيلها وانفاقها في الاوجة المخصصة لها ومسك حساباتها.
12. إدارة الدين العام للدولة واحتساب استحقاقاته عليها وإبداء الرأي حول القدرة الافتراضية على ضوء تقييم المركز المالي للدولة.
13. القيام بالبحوث والدراسات المالية النقدية والاقتصادية وتطوير الأنظمة المالية وأساليب إعداد وتنفيذ الموازنات.
14. إعداد النظم واللوائح والقواعد المالية والمحاسبية والمخزنية وأنظمة المناقصات على أسس علمية والتحقق من سلامة تطبيقها لدى كافة أجهزة الحكومة المركزية والوحدات الإدارية بالمحافظات ووحدات القطاع الاقتصادي والجهات ذات الميزانية المستقلة والملحقة.
15. القيام بالرقابة والتفتيش على جميع وحدات الجهاز الإداري ووحدات القطاع الاقتصادي والجهات ذات الميزانيات المستقلة والملحقة فيما يتعلق بالشئون المالية وبما لا يتعارض مع اختصاصات الجهاز المركزي للرقابة والمحاسبة.
16. حصر وإدارة أملاك الدولة والمحافظة عليها وتحديد طرق استغلالها وفقا للقوانين النافذة
17. الأشراف على الجهاز المصرفي وتوجيه استخدام النقد الأجنبي في إطار السياسة المالية والنقدية للدولة وقانون البنك المركزي وكذا الأشراف على القطاع المالي ويتولى الوزير هذا الاختصاص.
18. المشاركة مع جهات الاختصاص في وضع السياسات النقدية وسياسات الادخار والائتمان والأسعار والأجور لتحقيق التطبيق بينها وبين السياسة المالية وفقا للسياسة العامة للدولة.
19. تنفيذ المهام الموكولة لوزارة المالية والواردة في القرار الجمهوري بالقانون رقم (37) لسنة 1992 بشأن الأشراف والرقابة على شركات ووسطاء التأمين ولائحته التنفيذية.

## مهام واختصاصات وزير المالية
يتولى الوزير المهام والاختصاصات التالية:
1. الإشراف على الوزارة وتوجيه اداراتها وفروعها ومكاتبها في جميع أنحاء الجمهورية ويقوم بتنفيذ السياسة العامة للحكومة في الوزارة وفقا للقانون واللوائح والقرارات النافذة.
2. يقود الوزارة في كافة المجالات ويعتبر الرئيس الأعلى فيها ويديرها طبقا لمبدا المسئولية الفردية والتشاور الجماعي بشان القضايا الأساسية ويتحمل المسئولية الفردية عن نشاط الوزارة بشكل كامل امام مجلس الوزراء.
3. يصدر القرارات اللازمة لإدارة وتخطيط مهام وواجبات الوزارة بشكل قرارات واوامر وتعليمات ويطلب منهم تقديم التقارير وله الحق في إصدار التوجيهات لمرؤوسيه والعاملين في الوزارة.
4. يشرف ويوجه ويراقب مرؤوسيه ويطلب منهم تقديم التقارير ويشرف على تنفيذ المهام الأساسية للوزارة والمرافق التابعة لها، ويجوز له إصدار التوجيهات إلى رؤساء المرافق التابعة له كما يحق له تعديل أو إلغاء قراراتهم إذا كانت مخالفة للقانون والنظم والقرارات النافذة أو لتحسين تنفيذ المهام.
5. يشرف على وضع خطة الوزارة ضمن خطة مجلس الوزراء ويتابع تنفيذها ويقوم بتقديم التقارير عن مستوى تنفيذ قرارات مجلس الوزراء إلى المجلس حسب النظام، كما يشرف على وضع الخطط والبرامج التنفيذية لاعمال الوزارة والمرافق التابعة لوزارته ويتابع ويقيم تقارير انجازها.
6. يشكل مجلس الوزارة واللجان الاستشارية ولجان العمل الخاصة عند الضرورة مع تحديد مهامها وفقا للنظم.
7. يصادق على قرارات مجلس الوزراء في المرافق التابعة له أو الغائها أو تعديلها أو تجميدها وفقا للسياسة العامة للدولة.
8. يبلغ رئيس الوزراء أو مجلس الوزراء بالحوادث والمخالفات الجسيمة لنظام الدولة وسياستها وفقا للقانون.
9. ينسق مع الوزراء المعنيين تخطيطا أو تنفيذا عندما يتعلق الامر بوزارات أخرى.
10. ينسق مع المحافظين فيما يتعلق بقرارات مجلس الوزراء وقرارات وتوصيات السلطات المحلية في مجال الوزارة على ان يضمن الوزير ايجاد علاقات مع المحافظين في مختلف المحافظات وعلى وجه الخصوص في إعداد خطط التنمية الاقتصادية والاجتماعية وذلك من اجل التحقيق الكامل للمهام الحكومية في مجال مسئوليته.
11. تمثيل الوزارة في الداخل والخارج عندما يكون التمثيل في مستواه.
12. يقوم باية اختصاصات أخرى تسند اليه بمقتضى القوانين واللوائح والقرارات النافذة.

## مهام واختصاصات نائب الوزير
يتولى نائب الوزير المهام والاختصاصات التالية:
1. يعاون الوزير في أداء مهامه واختصاصاته تحت اشراف الوزير وتوجيهاته.
2. يتولى مهام الوزير واختصاصاته عند غيابه بما في ذلك حضور اجتماعات مجلس الوزراء.
3. يتولى تنفيذ مهام الوزير التي يفوضه أو يكلفه بها.
4. كما يمارس نائب الوزير بما لا يخل باحكام الفقرة الأولى من هذه المادة ما يلي:
5. التنسيق في مجال نشاط الوزارة مع الوزارات الأخرى عندما يكون التنسيق على مستواه.
6. يعاون الوزير في الإشراف على إعداد مشروعات النظم واللوائح التنفيذية وفقا للقوانين والقرارات النافذة.
7. يشرف على إعداد البرامج التفصيلية لتنفيذ مهام واعمال الوزارة ويتابع عملية التنفيذ.
8. ينسق بين أعمال القطاعات والادارات العامة بما يكفل تنفيذ المهام والواجبات.
9. يقيم الأعمال والنشاطات في الوزارة بالتشاور مع وكلاء الوزارة ومديري الادارات العامة وتقديم المقترحات بهذا الصدد إلى الوزير.
10. يطلب التقارير والبحوث والدراسات المتخصصة ويبدي رايه بشانها إلى الوزير.
11. يتابع تنفيذ الاجراءات النظامية الكفيلة بتحقيق الانضباط الوظيفي وتحسين علاقات العمل.
12. يمثل الوزارة في الداخل والخارج عندما يكون التمثيل في مستواه.
13. القيام باية اختصاصات أخرى تسند اليه بمقتضى القوانين واللوائح والقرارات النافذة.

## وكيل الوزارة
وكيل الوزارة ويتولى المهام والاختصاصات التالية:
1. الإشراف المباشر على القطاع الذي يراسه من قطاعات الوزارة في حدود القوانين والقرارات والتوجيهات الصادرة من الوزير.
2. يتولى التنسيق بين الادارات العامة الواقعة تحت اشرافه.
3. يتابع يوميا تنفيذ مهام واعمال وبرامج الادارات العامة التابعة له.
4. ينسق بين أعمال الادارات العامة والادارات التابعة له.
5. ينظم الاجتماعات اللازمة بين الادارات العامة والادارات التابعة له.
6. يقيم الأعمال والنشاطات في قطاعه وتقديم المقترحات بهذا الصدد إلى نائب الوزير.
7. يصدر التعليمات التنفيذية والإدارية في نطاق أعماله وفقا للوائح.
8. يقوم باية اختصاصات أخرى تنص عليها القوانين واللوائح والقرارات النافذة.

## مجلس الوزارة

### تشكيل المجلس
1. يشكل مجلس الوزارة برئاسة الوزير ومن الاعضاء التاليين:
2. نائب الوزير نائبا للرئيس
3. وكلاء الوزارة أعضاء
4. مستشارو الوزارة أعضاء
5. مديرو الادارات العامة أعضاء
6. للوزير استدعاء أي شخص يرى ضرورة حضوره اجتماعات المجلس.

### مهام المجلس
يتولى تقديم المشورة في المسائل المتعلقة بنشاط الوزارة وخاصة الامور التالية:
1. خطط العمل السنوية للوزارة.
2. خطط التنمية الاقتصادية والاجتماعية.
3. الخطة المالية وخطة القوى العاملة.
4. تطوير مهام الوزارة وتنظيم اعمالها وتعديل هيكلها.
5. المواضيع التي تقدم إلى مجلس الوزراء والتي يرى الوزير عرضها علي مجلس الوزراء.
6. تقارير الإنجاز وتقييمها.
7. مشروعات القوانين واللوائح والأنظمة لنشاط الوزارة.
8. يصدر الوزير نظاما يسير أعمال مجلس الوزارة على ان تكون اجتماعاته بصفة دورية واستثنائية عند الضرورة.
9. تعد تقارير سنوية عن نشاط الوزارة حسب النموذج المطلوب وترسل في نهاية كل عام إلى الامانة العامة لمجلس الوزراء.

## الهيكل العام للوزارة
يتكون الهيكل العام للوزارة من ديوانها وفروعها ومكاتبها واداراتها في امانة العاصمة ومحافظات الجمهورية.
يتبع الوزير مباشرة ما يلي:
ا- المصالح الايرادية التالية
- مصلحة الجمارك وفروعها ومكاتبها بالمحافظات:

وتتولى اقتراح وتطبيق وتنفيذ القوانين والتعرفة الجمركية واية ضرائب أو سوم تكلف بتحصيلها، وتمارس المهام الموكولة إليها وفقا للقوانين والقرارات والتعليمات النافذة واللائحة التنظيمية الخاصة بها.
- مصلحة الضرائب وفروعها ومكاتبها بالمحافظات:

وتتولى اقتراح وتطبيق وتنفيذ القوانين الضريبية سواء منها المباشرة أو غير المباشرة، وتمارس المهام الموكلة إليها وفقا للقوانين والقرارات والتعليمات النافذة واللائحة التنظيمية الخاصة بها.
- مصلحة الواجبات وفروعها ومكاتبها بالمحافظات:

وتتولى تطبيق وتنفيذ فريضة الزكاة أو اية ضرائب أو رسوم تكلف بتحصيلها وتمارس المهام الموكولة إليها وفقا للقوانين والقرارات والتعليمات السارية واللائحة التنظيمية الخاصة بها.
- مصلحة اراضي وعقارات الدولة وفروعها ومكاتبها بالمحافظات:

وتتولى الإدارة والإشراف والحصر لاراضي وعقارات الدولة أو اية مهام أخرى تحدد من قبل الوزير فيما يتعلق بإدارة املاك الدولة وتمارس المهام الموكولة إليها وفقا للقانون والقرارات واللوائح والتعليمات السارية واللائحة التنظيمية الخاصة بها.
ب- المرافق العامة التالية:
- البنك المركزي اليمني ويمارس نشاطه وفقا لقرار انشائه.
- البنك الاهلي اليمني ويمارس نشاطه وفقا لقرار انشائه.
- الشركة اليمنية للتامين واعادة التامين وتمارس نشاطها وفقا لقرار انشائها.

ج- مجلس الوزراء. د- المستشارون.
هـ- فروع ومكاتب الديوان العام بالمحافظات. و- مكتب الوزير.

## البناء التنظيمي للوزارة
البناء التنظيمي للوزارة من القطاعات والتقسيمات التالية:
1. اولا: قطاع الموازنة: ويتكون من:
  1. الإدارة العامة للموازنة العامة للدولة.
  2. الإدارة العامة لموازنات المحافظات.
  3. الإدارة العامة للحساب الختامي للموازنة العامة.
  4. الإدارة العامة للحساب الختامي للمحافظات.
2. ثانيا: قطاع الوحدات الاقتصادية: يتكون من:
  1. الإدارة العامة لموازنات الوحدات الاقتصادية.
  2. الإدارة العامة للحسابات الختامية للوحدات الاقتصادية.
3. ثالثا: قطاع الإيرادات: يتكون من:
  1. الإدارة العامة لايرادات النفط والمعادن.
  2. الإدارة العامة للضرائب والجمارك.
  3. الإدارة العامة للزكاة والإيرادات الأخرى.
  4. الإدارة العامة للاعفاءات.
4. رابعا: قطاع التنظيم وحسابات الحكومة: ويتكون من:
  1. الإدارة العامة للنفقات الجارية.
  2. الإدارة العامة للحسابات المركزية.
  3. الإدارة العامة للنفقات الراسمالية.
  4. الإدارة العامة لمراجعة الحسابات المصرفية الحكومية.
  5. الإدارة العامة للتنظيم.
  6. الإدارة العامة للقروض والمساعدات والمعونات.
  7. الإدارة العامة للسجلات.
5. خامسا: الادارات العامة التالية:
  1. الإدارة العامة للشئون القانونية.
  2. الإدارة العامة للرقابة والتفتيش.
  3. الإدارة العامة للحاسوب الالي.
  4. الإدارة العامة للتخطيط المالي والبحوث والإحصاء.
  5. الإدارة العامة للعلاقات العامة والمالية الخارجية.
  6. الإدارة العامة لشئون الموظفين.
  7. الإدارة العامة للشئون المالية والتجهيزات والصيانة.
  8. الإدارة العامة للسكرتارية والتوثيق.
  9. الإدارة العامة للاشراف والرقابة على شركات ووسطاء التامين.
  10. المعهد المالي (ويحدد مستواه التنظيمي بإدارة عامة).

يراس كل قطاع وكيل وزارة، وكل إدارة عامة مدير عام.
يتحدد المستوى التنظيمي لمكتب الوزير بإدارة عامة ويصدر بتحديد اختصاصاته قرار من الوزير.

### أعمال مجلس الوزارة
يصدر الوزير نظاماً يسير على أن تكون اجتماعاته دورية واستثنائية عند الضرورة.
المستشارون هم الأشخاص ذوو الخبرة في مجال التربية والتعليم ويقوم المستشارون بتقديم المشورة للوزير أو نائبه في القضايا والموضوعات الإدارية والمالية والفنية وبصفة شخصية أو جماعية بحسب تقدير الوزير أو نائبه لذلك وللوزير تكليف المستشار لتمثيله لحضور الاجتماعات والاحتفالات والمناسبات واللجان التي يكون الوزير عضواً فيها ولها صلة بمجال التربية والتعليم أو أي أعمال أخرى يكلفه بها الوزير.

## مبادئ عامة في التنظيم والأداء لمهام الوزارة
لأغراض التنفيذ الأمثل للمهام تعتمد الوزارة ما يلي من المبادئ والأسس التنظيمية:
1. تطبق الوزارة في تنظيم عملياتها وإدارة نشاطها المبادئ والأساليب العملية في الإدارة والتنظيم كما تستعين بقواعد ووسائل العلوم الأخرى فيما تضعه من خطط أو برامج أو نظم وفي معالجة وتحليل المشكلات والظواهر التي تنشأ في محيط الإدارة.
2. تقوم العلاقات بين قيادات الوزارة على أساس من التعاون والتشاور والتنسيق المستمر.
3. تقوم القطاعات والإدارات العامة في الوزارة بإعداد خطط وبرامج عمل فصلية وسنوية لتنفيذ مهامها واختصاصاتها.
4. تبنى العلاقة التنظيمية من حيث سلطة الإشراف والمسئولية على أساس انسياب خطوط السلطة وتصاعد خطوط المسئولية في مختلف المستويات الإدارية لتنظيم ذلك دونما إخلال بالأساليب والأشكال التنظيمية المعتمدة لتحقيق مبدأ المشاركة في تسيير الأعمال.
5. تعمل الوزارة على صعيد علاقات التنظيم الداخلي فيها وفي علاقاتها بوحدات الإدارة العامة على تطبيق مبدأ تفويض السلطة والتوسع فيه طبقاً لتطور الإدارة العامة في الدولة وبما يؤدي إلى خدمة أهداف الإصلاح الإداري.
6. تكفل قيادة الوزارة أو الرئاسات الإدارية فيها والتنظيم الموضوع لتنفيذ مهامها وتحقيق التنسيق المستمر والفعال تخطيطاً وتنفيذاً في علاقاتها الداخلية مع وحدات الإدارة العامة الأخرى ذات العلاقة كما تكفل تطوير نظام الاتصالات فيها لخدمة أغراض التنسيق وتوفير وسائل العمل الأساسية.
7. تحديد مهام وواجبات وسلطات كل وظيفة دقيقة تكفل تحقيق التوازن بين السلطة والمسئولية.
8. إعداد خرائط العمل والكتيبات التنظيمية الشارحة لمراحل وإجراءات تنفيذ المهام وبخاصة ما كان منها متصلاً بالجمهور واستخدامها كأدلة إرشادية للعاملين بالوزارة والمنتفعين من خدماتها والعمل على مراجعتها دورياً بهدف تطويرها.
9. يعتبر الرؤساء الإداريون بحكم وظائفهم مسئولين عن تدريب الأفراد العاملين بمعيتهم بالإضافة إلى دورهم الأساسي في تنظيم وتبسيط الأعمال والتوجيه والرقابة.
10. تعمل الوزارة على إعداد كادر مؤهل ومتخصص في كافة مجالات نشاطها وتحفيز الكفاءات المبدعة فيها وتنمية العلاقات الإنسانية وعلاقات العمل بهدف الارتفاع المستمر بمستوى أعمالها وإداراتها.
11. تعمل الوزارة على تطبيق مبدأ الثواب والعقاب في الوظيفة العامة اعتماداً على مدى الالتزام بالواجبات وفقاً للقوانين والنظم.
12. تعمل الوزارة على دعم وتطوير مكاتبها وفروعها في المحافظات لاسيما النائية منها في النواحي المادية والبشرية بما يمكنها من تنفيذ مهامها والمشاركة في التنمية الإدارية والريفية بصورة فاعلة.
13. تلتزم كافة التقسيمات التنظيمية للوزارة بجمع وتحليل المعلومات والإحصاءات المتعلقة بأنشطتها المختلفة كأسلوب علمي لاتخاذ القرار وتخطيط وتقييم الأعمال واقتراح الحلول لمشكلات التنمية الإدارية.
14. تولي قيادة الوزارة عناية خاصة بأعمال السجلات والوثائق والرقابة على تطبيق اللوائح المنظمة لها باعتبارها مركزاً لذاكرة الوزارة.
15. يكون لزاماً على الموظف عند معالجته لموضوع يشكل حالة جديدة لا تعالجها بصورة واضحة القوانين والنظم النافذة أن يرفع الأمر إلى رئيسه المباشر ليتولى معالجتها مع قيادة الوزارة عبر خط السلطة.
16. تتولى كل إدارة عامة في الوزارة أعمال السكرتارية للجان والمجالس المشكلة في مجال اختصاصها إلا في حالة النص على خلاف ذلك في النظم المتعلقة بهذه التشكيلات.

## وصلات خارجية
- الصفحة الرسمية للوزارة